# Gaetano Miolato
Gaetano Miolato (Verona, 8 agosto 1885 – Verona, 1965) è stato un pittore italiano.
Tra il 1901 e il 1906 fu allievo dell'Accademia Cignaroli; terminati gli studi espose le proprie opere in diverse mostre, tra cui all'Esposizione Internazionale di Milano. Dopo essere diventato socio attivo dell'Accademia Cignaroli venne nominato socio onorario della stessa istituzione a partire dal 1945. Dopo essersi trasferito a Genova, dove svolse un'intensa attività, ritornò alla città natale dove contribuì a fondare la Scuola d'Arte di Castelnuovo del Garda, in cui insegnò.
Tra i suoi lavori, la copertura della volta a botte per la chiesa di Sant'Eufemia a Verona, per cui realizzò anche la copia della pala d'altare per la cappella Spolverini-Dal Verme in sostituzione di quella dipinta da Giovan Francesco Caroto, e il ciclo di affreschi dell'antica chiesa di Ronco all'Adige dipinti nel 1923.